# Milz (rivière)
La Milz est une rivière allemande d'une longueur de 36,4 km qui coule dans les länder de la Thuringe et de Bavière. Elle est un affluent de la Saale franconienne dans le bassin du Rhin.

## Source de la traduction
- (de) Cet article est partiellement ou en totalité issu de l’article de Wikipédia en allemand intitulé « Milz (Fluss) » (voir la liste des auteurs).